# Brachystegia cynometroides
Espèce
Classification APG III (2009)
Brachystegia cynometroides est une espèce de plantes à fleurs de la famille des Caesalpiniaceae (Leguminosae - Caesalpinioideae). C'est un arbre à taille moyenne à assez grande, peu réparti. On le trouve principalement dans l’ouest du Cameroun et en Guinée équatoriale - Bioko. L’arbre pousse généralement jusqu’à 200 m d’altitude, dans les régions à températures moyennes de 23,5-25 °C. Son nom commun est naga.

## Description
L’arbre atteint 35 à 40 m de haut, son fût, généralement courbé, tordu, voire sinueux, est non ramifié sur 15 m, avec un diamètre atteignant 180 cm.
L’écorce est lisse à rugueuse en surface. Le bois de cœur est de couleur brun jaunâtre ou brun rougeâtre. Le grain est moyen à grossier. Les rameaux sont glabres.
Les feuilles sont alternes.
Les fleurs, de petite taille, sont bisexuées. Le fruit est une gousse aplatie, faisant  20-25 cm sur 8-10 cm, et contient 2-4 grandes graines discoïdes.

## Utilisation
Le bois est utilisé pour la construction, les boiseries intérieures, la construction nautique, notamment. 